# Hassanpur
Hassanpur è una città dell'India di 9.089 abitanti, situata nel distretto di Faridabad, nello stato federato dell'Haryana. In base al numero di abitanti la città rientra nella classe V (da 5.000 a 9.999 persone).

## Geografia fisica
La città è situata a 27° 58' 44 N e 77° 29' 33 E.

## Società

### Evoluzione demografica
Al censimento del 2001 la popolazione di Hassanpur assommava a 9.089 persone, delle quali 4.870 maschi e 4.219 femmine. I bambini di età inferiore o uguale ai sei anni assommavano a 1.670, dei quali 893 maschi e 777 femmine. Infine, coloro che erano in grado di saper almeno leggere e scrivere erano 4.770, dei quali 3.018 maschi e 1.752 femmine.